# Васіліос Котроніас
Васіліос Котроніас (грец. Βασίλειος Κοτρωνιάς; 25 серпня 1964, Афіни) — грецький шахіст, гросмейстер від 1990 року, від 1998 до 2004 року представляв Кіпр.

## Шахова кар'єра
Від середини 1980-х років належав до когорти провідних грецьких шахістів, зокрема, десять разів здобував золоту медаль чемпіонату країни (у 1986, 1987, 1988, 1990, 1991, 1992, 1994, 2006, 2010, 2014 роках). Тричі (1997, 1999, 2004) брав участь у чемпіонаті світу ФІДЕ, які проходили за кубковою системою. Першого разу вибув у 1-му раунді, а другого і третього — у 2-му раунді (програвши відповідно Вадимові Мілову, Олексієві Дрєєву i Олександрові Грищуку). У 2014 році здобув у Ханьї срібну медаль чемпіонату середземноморських країн в особистому заліку.
Досягнув багатьох успіхів на міжнародній арені, виграв чи поділив 1-ше місце, зокрема, в:
- Афінах (1989, з Євгеном Васюковим i Спірідоном Скембрісом, а також двічі на турнірах Акрополіс, у 1988 i 2003 роках),
- Ханьї (1991),
- Вейк-ан-Зеє (1992, турнір Sonnevanck),
- Комотіні (1993, з Ільдаром Ібрагімовим, Марґейром Петурссоном, Євгеном Пігусовим i Зурабом Стуруа),
- Перістері (1993, 1994),
- Геусдалі (1993, 1994, 1995),
- Керкірі (1995),
- Анкарі (1995, зональний турнір, з Ашотом Анастасяном i Гіоргі Георгадзе),
- Рішон-ле-Ціон (1996, з Борисом Альтерманом),
- Панормосі (1998, зональний турнір, з Алтіном Селою),
- Гамбургу (2001, із, зокрема, Клаусом Бішоффом, Павлом Коцуром i Аліком Гершоном),
- Каппель-ла-Гранд (2002, із, зокрема, Томасом Лутером, Лівіу-Дітером Нісіпяну, Володимиром Бакланом, Валерієм Невєровим i Хесусом Ногейрасом),
- Гібралтарі (2003, з Найджелом Шортом),
- Гастінґсі (2003/04, з Джонатаном Ровсоном),
- Каламарії — двічі (2005, 2007),
- Стокгольмі (2007/08, турнір Rilton Cup, з, зокрема, Євгенієм Агрестом, Сергієм Івановим, Кайдо Кюлаотсом, Радославом Войташеком, Пією Крамлінг i Томі Нюбаком),
- Каппель-ла-Гранд (2008, з Андрієм Девяткіним, Юрієм Криворучко, Сергієм Федорчуком, Давидом Арутюняном, Костянтином Чернишовим, Ервіном Л'Амі i Вугаром Гашимовим),

Увага: список успіхів неповний (поповнити від 2009 року).
Неодноразово представляв Грецію i Кіпр на командних змаганнях, зокрема,:
- тринадцять разів на шахових олімпіадах (1984, 1986, 1988, 1990, 1992, 1994, 1996, 2000, 2002, 2004, 2006, 2008, 2012); медаліст: в особистому заліку — бронзовий (2008 — на 2-й шахівниці)[6],
- на командному чемпіонаті світу (2010)[7],
- вісім разів на командних чемпіонатах Європи (1989, 1992, 1997, 2001, 2003, 2005, 2007, 2013); дворазовий медаліст: в особистому заліку — золотий (2013 — на 5-й шахівниці) i срібний (2001 — на першій шахівниці)[8],
- вісім разів на чемпіонатах балканських країн (1984, 1985, 1986, 1988, 1990, 1992, 1993, 1994); багаторазовий медаліст, зокрема, разом з командою: золотий (1992), срібний (1993) i бронзовий (1994)[9].

Найвищий рейтинг Ело дотепер мав станом на 1 січня 2008 року, досягнувши 2628 пунктів, посідав тоді 1-ше місце серед грецьких шахістів.
Є автором трьох книжок, що присвячені шаховим дебютам.

## Публікації
- Beating the Caro-Kann, Batsford, London 1984, ISBN 0-7134-7415-7
- Beating the Flank Openings, Batsford, London 1996, ISBN 0-7134-7781-4
- Beating the Petroff, Batsford, London 2004, ISBN 0-7134-8919-7

## Зміни рейтингу
| На цьому місці має відображатися графік чи діаграма, однак з технічних причин його відображення наразі вимкнено. Будь ласка, не видаляйте код, який викликає це повідомлення. Розробники вже працюють для того, щоби відновити штатне функціонування цього графіка або діаграми. | |
| | На цьому місці має відображатися графік чи діаграма, однак з технічних причин його відображення наразі вимкнено. Будь ласка, не видаляйте код, який викликає це повідомлення. Розробники вже працюють для того, щоби відновити штатне функціонування цього графіка або діаграми. |